# Sân bay Cherif Al Idrissi
Sân bay Cherif Al Idriss là một sân bay ở Al Hoceima, Maroc (IATA: AHU, ICAO: GMTA). Sân bay này có 1 đường băng dài 2100 m bề mặt nhựa đường. Sân bay này được đặt theo nhà địa lý thê kỷ 12 Al-Idrisi.

## Các hãng hàng không và các tuyến điểm theo lịch trình
- Atlas Blue  (Bruxelles, Amsterdam)
- Regional Air Lines (Casablanca, Nador, Tangier)